# Fist Fight
Fist Fight is een Amerikaanse komische film uit 2017, geregisseerd door Richie Keen.

## Verhaal
Andy Campbell werkt als leraar op een school waar studenten ongedisciplineerd zijn en de regels niet respecteren. Een van zijn collega's is Ron Strickland, een intimiderende en slecht gehumeurde leraar die na een grap van een student boos wordt en het bureau van de jongeman met een bijl breekt. Met het risico ontslagen te worden als ze niet onthullen wat er is gebeurd, bekent Campbell aan het schoolhoofd wat de andere leraar heeft gedaan, waardoor Strickland zijn baan verliest. Daarom daagt Strickland Campbell uit tot een gevecht, nieuws dat zich snel verspreidt op school.

## Rolverdeling
| Acteur              | Personage               |
| ------------------- | ----------------------- |
| Ice Cube            | Ron Strickland          |
| Charlie Day         | Andy Campbell           |
| Tracy Morgan        | Coach Crawford          |
| Jillian Bell        | Miss Holly              |
| Dean Norris         | Richard Tyler           |
| Christina Hendricks | Miss Monet              |
| Kumail Nanjiani     | Officier Mehar          |
| Dennis Haysbert     | Hoofdinspecteur Johnson |
| Joanna García       | Maggie Campbell         |
| Alexa Nisenson      | Ally Campbell           |
| Max Carver          | Daniel                  |

## Release
De film ging in première in het Regency Village Theatre in Westwood (Los Angeles) op 13 februari 2017 en werd in de bioscoop uitgebracht in de Verenigde Staten op 17 februari 2017, met een brutowinst van $ 41 miljoen wereldwijd.

## Ontvangst
Op Rotten Tomatoes heeft Fist Fight een waarde van 25% en een gemiddelde score van 4,10/10, gebaseerd op 133 recensies. Op Metacritic heeft de film een gemiddelde score van 37/100, gebaseerd op 28 recensies.

## Prijzen en nominaties
| jaar | prijs             | categorie                          | genomineerde(n)                                           | uitslag     |
| ---- | ----------------- | ---------------------------------- | --------------------------------------------------------- | ----------- |
| 2017 | Leo Award         | Beste stuntcoördinatie in een film | Kimani Ray Smith                                          | Gewonnen    |
| 2017 | Teen Choice Award | Choice: Fight                      | Charlie Day & Ice Cube (Andy Campbell vs. Ron Strickland) | Genomineerd |